# Fábrica El Progreso
La fábrica El Progreso fue un edificio industrial de San Martín de Provensals (Barcelona), parte de cuya maquinaria fue desmontada y depositada, antes de su derribo en 1988, en el Museo de la Ciencia y de la Técnica de Cataluña (Tarrasa) como patrimonio industrial.

## Historia
Edificio de la industria harinera fundada en 1879 por la sociedad Prats i Crehueras en el sector de Icaria del barrio del Pueblo Nuevo de San Martín de Provensals, levantado sobre el chaflán de las calles Pirineus y Hortolans, manzana formada por el paseo del Cementiri (actual avenida de Icària) y las calles Drumen, Pirineos y Hortelanos, en una de las mayores zonas industriales del país a finales del siglo XIX, siendo la industria harinera su quinto sector productivo mayor.
Fue comprada, refundada y ampliada (1888-1893) por el industrial Ramon Rovira i Casanella, padre del también industrial Josep Rovira i Bruguera, a cuyos herederos y sucesores perteneció hasta su desmantelamiento y demolición en 1988, según proyecto urbanístico de la Vila Olímpica del Poblenou tras ser elegida la ciudad de Barcelona en 1986 sede de los Juegos Olímpicos de 1992.
Su edificio, caracterizado singularmente por sus capiteles de tres cuerpos, parecía recordar por la composición de su fachada, según José Corredor-Matheos, a la arquitectura militar de Cataluña de finales del siglo XVIII, resultando su conjunto, fijado por Ramon Rovira i Casanella en 1893, una atípica edificación harinera de finales del siglo XIX.